# Groupe de Mai
Le groupe de la Cinquième Lune ou groupe de peinture de Mai (chinois simplifié : 五月画会 ; chinois traditionnel : 五月畫會 ; pinyin : wǔyuè huàhuì, en anglais Fifth Moon Group ou the Fifth Moon Painting Society, the Taiwan's Wuyue Huahui), également appelé école de mai (五月派, wǔyuè pài)) ou encore May (Groupe de Mai/ Société de Mai) est un groupe d’artistes contemporains chinois, créé à Taïwan en 1956, qui propose, sous l’influence de Chu Teh-Chun (Zhu Dequn), une nouvelle approche de l’art. La création de ce groupe a joué un rôle majeur, jusque dans les années 70, dans le développement de l'art taïwanais et dans l'histoire de l'art de la Chine du XXe siècle.

## Pionniers de l’abstraction chinoise
Les artistes du Fifth Moon Group sont à l’avant-garde de la création artistique chinoise : Pour la première fois dans l’histoire, des artistes chinois s’inspirent de l’art occidental contemporain, ce qui n’était pas le cas des générations d’avant guerre, qui puisaient pour l’essentiel leurs inspirations dans la peinture du XIXe siècle européen. Dans cette abstraction occidentale d’après guerre qui s’inspire pleinement de la nature, qui recherche la spontanéité de la gestuelle, l’équilibre des pleins et des vides, toute la pensée et l’histoire de la peinture orientale est écrite. Les artistes l’assimileront rapidement et surtout l’interpréteront pour exprimer librement leur propre identité.
Les artistes du Fifth Moon Group puisent leur inspiration autant dans l’art traditionnel chinois que dans l’expressionnisme abstrait. Ce terme est employé dès 1961 par le poète Yu Kwang-chung ou Yu Guangzhong  à propos du Fifth Moon group
Également, Chu-Tsing Li précise dans le catalogue de l'exposition  « Five Chinese Painters » au Musée National d'Histoire de Taipei  en 1970, que les artistes du Fifth Moon group tentent de synthétiser art chinois et art occidental en une « nouvelle expression » .
Soulignons l'influence de Zao Wou-ki, de Jackson Pollock et encore du Japan's Gutai Group sur le développement du Fifth Moon Group.

## Contexte
En 1949, Mao Zedong sort vainqueur de la guerre civile chinoise. La République populaire de Chine est déclarée le 1er octobre 1949 à Pékin. Le gouvernement de Tchang Kaï-Chek s’installe à Taïwan, ancienne colonie japonaise, reprise par la Chine après 1945. En raison des incertitudes, liées aux années de souffrances et de guerres, de nombreux Chinois quittent le continent pour émigrer à Taïwan ou à Hong-Kong en quête d’un nouvel espoir de paix. Alors que le régime politique de Tchang Kaï-Chek, très conservateur, s’attache à la tradition, la jeunesse va quant à elle vouloir s’ouvrir vers la nouveauté, à savoir l’Occident.

## Création du Fifth Moon Group
Dans ce contexte propice à la rupture, de nouvelles écoles d’arts se créent et des professeurs partageant la même histoire y enseignent.
D’un côté Chu Teh-Chun (Zhu Dequn) professe l’art à l’Université Normale Nationale de Taïwan (de 1951 à 1955) et de l’autre Lee Chun-Shan (Li Zhong-Sheng) (1911-1984) reçoit des élèves dans son atelier de la rue d’Antung (ou Andong) à Taipei (de 1950 à 1955).
Bien que très différents, tous deux ont en commun une connaissance et un intérêt très prononcé pour l’art occidental. Ils préconisent à leurs élèves de rompre avec la tradition chinoise ancestrale et de rechercher un style qui leur est propre. 
De ces deux enseignements naîtront, en 1956, les plus importants mouvements avant-gardistes taïwanais : le « Ton Fan Group »  emmené par Lee Chun-Shan (Li Zhong-sheng) et le « Fifth Moon Group » dont de nombreux artistes ont suivi l’enseignement de Chu Teh-Chun, mais également de Liao Jichun.

## Le groupe de Mai
En 1956, des étudiants de l’Université Normale Nationale de Taïwan fondent le Fifth Moon Group. Parmi eux, Kuo Yu-Lun, Liu Guosong (刘国松), Li Fang-chih, Guo Dongrong, Chen Jingrong et Zheng Qiongjuan.
Guo Dongrong  rappelle : le professeur Liao (Jichun) nous prodigua des encouragements tout en déclarant que nous avions atteint un niveau qui nous permettait d’établir une société de peinture. Nous louâmes le monument de Sun Yat-sen à Taipei pour notre exposition. C’est ainsi que notre première exposition de la Cinquième Lune naquit. Ce fut l’origine des expositions de la Société de Mai.
Liu Guosong apparaît très vite comme la tête de file du groupe. La première exposition annuelle a lieu en mai 1956 au City Hall de Taipei. Par la suite, l’exposition annuelle du Fifth Moon group se tiendra chaque mois de mai.
Le régime en place considère rapidement le Fifth Moon group comme lui étant un hostile. Il est suspecté d’avoir des penchants communistes, en raison de l’intérêt que le groupe porte entre autres au travail avant-gardiste de Pablo Picasso. 
Le Fifth Moon group est alors mal reçu par la presse locale. Il devient alors difficile pour le Fifth Moon group d’exposer à Taïwan et les artistes membres du groupe sont dans l’impossibilité d’enseigner . Les artistes du Fifth Moon group bénéficient toutefois du soutien de la communauté étrangère résidant à Taipei et de nombreux écrivains, poètes, et musiciens.
Une des caractéristiques du groupe est leur esprit de liberté et d’ouverture marqué par leurs expérimentations qui permet à chacun d’explorer différentes manières de s’exprimer et d’innover, que ce soit au travers du choix des matériaux, des outils, ou encore des supports.
Han Xiangning et Chuang Che intègrent le groupe en 1959 rapidement rejoints en 1961 par Hu Qizhong et Fong Chung-Ray. Puis, c’est au tour de Liao Jichun, Lu Junzhi, Zhang Longyan de devenir membres du Fifth Moon Group. 
En 1962, l’exposition annuelle se tient à la Galerie Nationale du Musée National d’Histoire de Taipei : y participent de nombreux artistes tels, Wucius Wong (Wang Wuxie), Peng Wants (Peng Wanchi), Pansy Ng (Wu Puhui), Yuyu Yang (Yang Yingfeng)
En 1964, Yu Guangzhong affirme : Ils sont devenus des peintres modernes chinois (…) ils ont aboli les frontières nationales (Yu Kwang-chung.
Dans la seconde moitié des années 60, la plupart des artistes du Fifth Moon Group partent vivre et travailler en Europe ou aux États-Unis. Leurs expositions y sont largement reconnues à titre individuel. Leurs peintures sont présentes dans de nombreux musées américains et de nombreuses collections privées. Les artistes du Fifth Moon group reçoivent également de nombreux prix (en 1966, Liu Guosong et Chuang Che obtiennent chacun un prix de la Fondation Rockefeller et une reconnaissance de critiques d’art majeurs de la scène artistique, autant en Europe qu’aux États-Unis.
En 1970, l’exposition Five chineses painters / Fifth Moon Exhibition au musée national d’histoire de Taipei  atteste enfin de la reconnaissance du groupe. Le catalogue de l’exposition insiste sur l’idée que les artistes membres du Fifth Moon group « étaient concernés par le futur de la culture et de l’art chinois » mais également que c’était leur « mission » d’agir.

## Représentants du Fifth Moon Group
Fondateurs : 
- Kuo Yu-Lun ( Guo Yulun)
- Li Fang-chih (Li Fangzhi) (1933-)[22]
- Liu Guosong (Liu Kuo-Sung) (1932)[23]
- Guo Dongrong ( Kuo Tung-Jung)
- Zheng Qiongjuan (Cheng Chiung-Chuan)
- Chen Jingrong (Ch’en Ching-jung)[24]

Mais aussi : 
- Chen Ting Shih (Ch’en T’ing-Shih ou Chen Tingshi) (1915-2002)[25]
- Fong Chung-Ray (Feng Zhongrui) (1933)[26]
- Hung Hsien (Hong Xian / Margaret Chang) (1933) [27].

Partit aux États-Unis en 1966, Liu Guosong invite Margaret Chang à exposer avec le Fifth Moon group (Durant les années 70, cette artiste participe à de nombreuses expositions du groupe.  
- Chuang Che (Zhuang Zhe) P183 sullivan (1934) [28]
- Hu Chi-Chung Hu Qizhong (1927-2012)[18].
- Han Xiangning
- Liao Jichun (Liao Chi-Chun) (1902-1976)
- Sun Duoci
- Zhang Longyan

## Expositions duFifth Moon Group
- 1956 Première exposition annuelle. City Hall, Taipei
- 1957-1970. "Annual Fifth Moon group Exhibition", City Hall, Taipei.
- 1963. "Exhibition of Avant-Garde Chinese Contemporary Art", Dominion Galleries, Sydney, Australia.
- 1963. "A Select Exhibition of Taiwan Modern Painting", Art Center, Tunghai University, Taichung.
- 1963. "The Fifth Moon Group Exhibition", Chatham Galleries Kowloon, Hong Kong.
- 1964. "The Fifth Moon Group Exhibition", Gallery of Mandarin Hotel, Hong Kong.
- 1964. "The Fifth Moon Group Exhibition of Five Chinese Painters", Dominion Art Galleries, Sydney, Australia.
- 1964. "The Fifth Moon Group Exhibition of Five Chinese Painters", The Gallery of Institute of Canberra University, Canberra, Australia.
- 1966. "An Exhibition of Contemporary Chinese Painting", The Art Gallery of Oklahoma State University, Stillwater, Wisconsin, U.S.A / The Gallery of Wisconsin State University, Whitewater (Wisconsin)
- 1967. "Paintings of Five Taiwan Contemporary Artists", Sally Jackson Art Gallery, Hong Kong.
- 1967. "Contemporary Chinese Painting Exhibition", The Provincial Taichung Library, Taichung.
- 1967. "The Fifth Moon Group Exhibition", Lee Nardness Galleries, New York, U.S.A.
- 1967. "Modern Chinese Art", The Luz Gallery, Manille, Philippines.
- 1967. "Modern Arts and Letters", Tien Educational Center, Taipei.
- 1967. "The Fifth Moon Group Exhibition", Mori Gallery, Chicago (Illinois), U.S.A / Wurster Center of Art, University of California, Berkeley, California, U.S.A / University of Michigan, Ann Arbor, Michigan, U.S.A.
- 1967. "The Fifth Moon Group Exhibition", Solidaridad Gallery Manila, Philippines.
- 1970. "Five Chinese painters : Fifht Moon Exhibition". National Gallery of Art and Museum of History, Taipei, Taiwan. (Chen Ting-Shih, Fing Chung-Ray, Hu Chi-Chung, Hung Hsien Lin, Kuo Sung)
- 1971. "Fifth Moon Group", Honolulu Academy of Arts, Hawaï, U.S.A.
- 1981 Taipei (célébration des 25 ans du Ton Fan Group et du Fifth Moon Group)
- 1991 Taipei (célébration des 35 ans du Ton Fan Group et du Fifth Moon Group)
- 1997 Taipei (célébration des 40 ans du Ton Fan Group et du Fifth Moon Group)

## Collections publiques
- Institut d’art de Chicago, Illinois, États-Unis
- Musée d’art asiatique de San Francisco, Californie, États-Unis
- Musée A. M. Sackler, Université Harvard, Cambridge, Massachusetts, États-Unis
- Musée d’Art de Cleveland, Cleveland, Ohio, États-Unis
- British Museum, Londres, Angleterre
- Musée du Palais & musée national d’art de Chine, Pékin, Chine
- Musée d’art de Shanghai, Shanghai, Chine
- Musée d’art de Hong Kong, Hong Kong, Chine
- Musée national d’histoire & musée des beaux-arts de Taipei, Taipei, Taïwan
- Musée national des beaux-arts de Taïwan, Taichung, Taïwan
- Musée des beaux-arts de Kaohsiung, Kaohsiung, Taïwan
- City Hall Art Museum, Hong Kong, Chine
- Musée De Young, San Francisco, Californie, États-Unis
- The Seattle Art Museum, Seattle, Washington, États-Unis
- Stanford Museum, Stanford, Californie
- Collection Mrs. John D.Rockefeller III

## Catalogues
- Lü Peng. Histoire de l'art chinois au XXe siècle. Somogy, éditions d'art. Paris. 2013, p. 438-469.  (ISBN 978-2-7572-0702-4)
- Michael Sullivan. Art and Artists of Twentieth-Century China. University of California Press. 1996, p. 1984-85.  (ISBN 978-0-520-07556-6). Consulté le 3 juillet 2012.
- Five Chinese Painters, Fifth Moon Exhibition. National Museum of History, Taipei, 1970.
- Julia F.Andrews and Kuiyi Shen. The Art of Modern China. University of California Press, 2012. p. 248-49.
- Michael Sullivan. Moderne chinese artists, a biographical dictionary. University of California Press. 2006.  (ISBN 978-0-520-24449-8)
- Asian traditions/ modern expressions: Asian American Artists and Abstractions, 1945-1970. Edited by Jeffrey Weschler.Harry N. Abrams, Inc., Publishers, in association with the Jane Voorhees Zimmerli Art Museum, Rutgers, The State Univeristy of New Jersey. 1997. Reminiscences of Mi Chou: The First Chinese Gallery in America by Franck Fulai Cho p. 210.  (ISBN 0-8109-1976-1)
- Formless Form: Taiwanese Abstract Art. Taipei Fine Arts Museum. 2012.  (ISBN 978-986-03-5352-5)
- The Search for the Avant-Garde 1946-69. TFAM Collection Catalogue. Volume II. Taipei Fine Arts Museum. 2011. reprint 2012. p. 11.  (ISBN 978-986-03-0997-3)
- The Modernist Wave. Taiwan Art in the 1950s and 1960s. National taiwan Museum of Fine Arts. 2011. p. 137, 139, 147, 148,  (ISBN 978-986-02-8859-9)
- Julia F. Andrews et Kuiyi Shen. The Art of Modern China. University of California Press, 2012. p. 248-49.
- Michael Sullivan. Moderne chinese artists, a biographical dictionary. University of California Press. 2006.  (ISBN 978-0-520-24449-8)
- Transcriptions d'entretiens de Liu Guosong et Fong Chung Ray avec Sabine Vazieux, expert en art.